# サマーフェスタ IN KORIYAMA
サマーフェスタ IN KORIYAMA（サマーフェスタ イン こおりやま）は、1995年から毎年7月に福島県郡山市の開成山公園で開催されているオクトーバーフェスト形式のイベント。「ビール祭」とも呼ばれる。

## 会場
郡山市の開成山公園自由広場を会場に、毎年7月下旬の数日間、夕方から夜にかけて開催される。チケットは入場料とビール引換券2枚、そして会場内で使用可能な金券がセットになった形での販売。子供向けの催しものもあり、高校生以下は入場無料。
会場には飲食用のテントなどが設置され、アサヒビール、キリンビール、サッポロビールのビール会社の他、地元の飲食店なども出店しておつまみ類を提供する。また、子供も楽しめるように縁日の広場やジャンボスライダーも設置される。
地方で開催される同様のイベントと比較すると会場は比較的広く、一部では国内最大級のビアガーデンと報道されている。

## 催し物
オクトーバーフェストとは名乗っていないものの、同様のイベントとしては草分け的存在の横浜市の横浜赤レンガ倉庫のオクトーバーフェストよりも長い歴史を誇る、同形式のイベントである。オクトーバーフェストが元になっているため、ドイツバンドによる演奏を毎日行なうなどして、ドイツ色を出している。
また、ドイツバンド以外にも自衛隊音楽隊による演奏、ベリーダンスやフラダンスなどのショー、花火の打ち上げなどの各種イベントが催される。2019年（令和元年）にはイベントでふくしま逢瀬ワイナリーが初登場した。